# 拉貝爾鎮區 (密蘇里州劉易斯縣)
拉貝爾鎮區（英語：La Belle Township）是位於美國密蘇里州劉易斯縣的一個行政鎮區。

## 地方資料
拉貝爾鎮區的面積為159.16平方千米，當中陸地面積為158.63平方千米，而水域面積為0.53平方千米。根據2020年美國人口普查的數據，當地共有人口1573人，而人口密度為每平方千米9.88人。